# Jean-Pascal Polimon
Jean-Pascal Polimon (ur. 2004) – maurytyjski zapaśnik walczący w stylu wolnym. Srebrny medalista igrzysk Wysp Oceanu Indyjskiego w 2023 roku.